# 254 (getal)

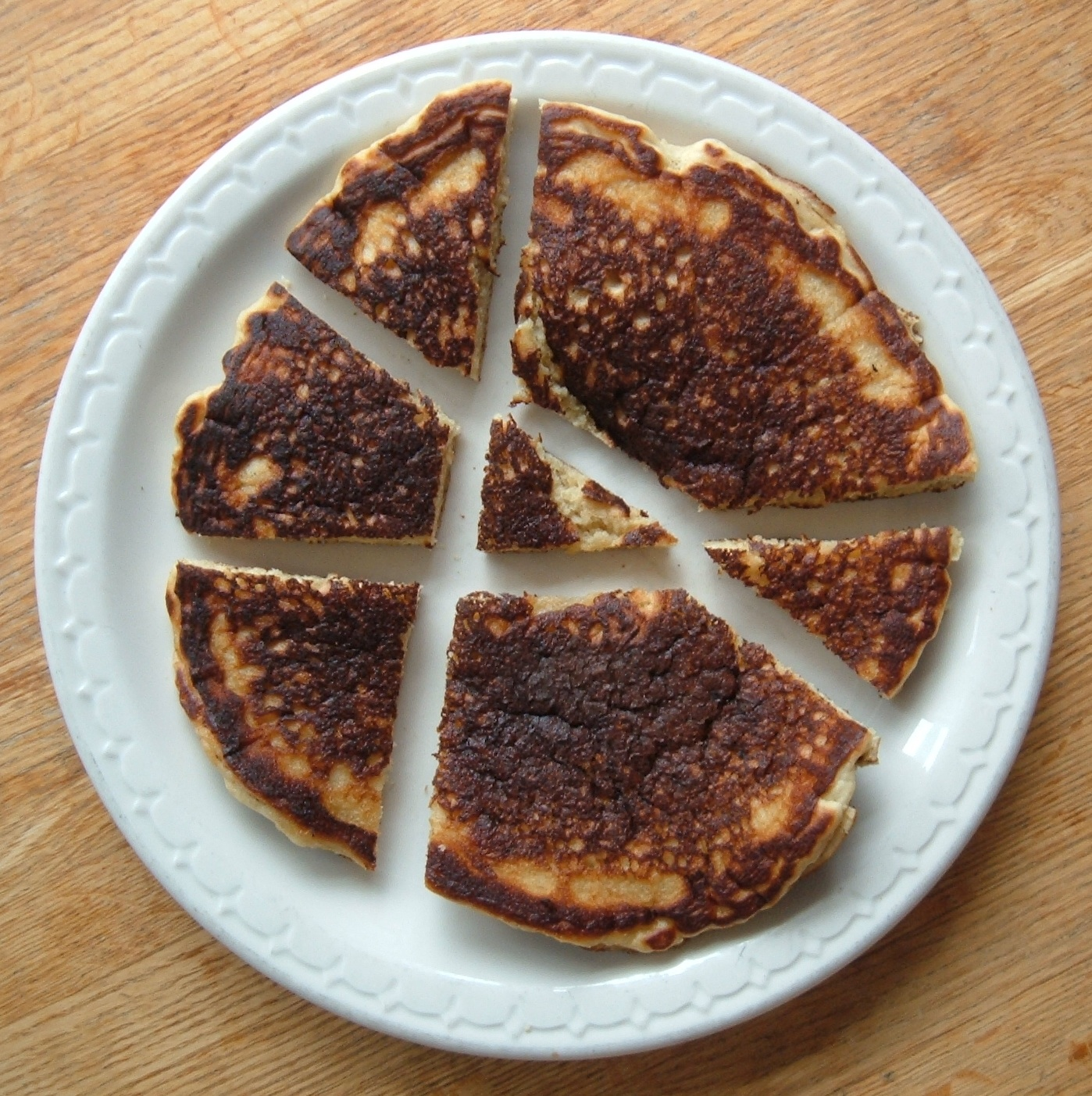
Cirkel met drie sneden in zeven stukken

Het natuurlijke getal tweehonderdvierenvijftig, in het decimale stelsel geschreven als 254, volgt op 253 en gaat vooraf aan 255.

## Wiskunde
Het getal {\displaystyle 254} heeft onder meer de volgende eigenschappen.
- De ontbinding in priemfactoren luidt: {\displaystyle 254=2\cdot 127}. Het is een semipriemgetal omdat dat twee priemgetallen zijn, daarom ook een samengesteld getal. Ook: {\displaystyle 254=2\cdot ({{2}^{7}}-1)}
- Hierdoor is {\displaystyle \varphi (254)=(2-1)(127-1)=126}. {\displaystyle \varphi } heet de indicator of de indicator van Euler.
- De delers van {\displaystyle 254} zijn: {\displaystyle 1,2,127,254}. De som van de ‘echte’ delers is {\displaystyle 1+2+127=130}. Het is een gebrekkig getal, omdat {\displaystyle 130<254} is.
- Het is een kwadraatvrij getal, omdat de delers {\displaystyle 2} en {\displaystyle 127} met {\displaystyle 1} als exponent in de priemontbinding voorkomen.
- {\displaystyle 254_{10}=11111110_{2}}. Omdat het aantal enen in de binaire notatie oneven is, is {\displaystyle 254} een odious getal.[1][2]
- Het getal is een element van het pythagorees drietal {\displaystyle (254,16128,16130)}. {\displaystyle 254^{2}+16128^{2}=16130^{2}}
- Het grootste aantal stukken waarin een cirkel met 22 rechte doorsnijdingen kan worden verdeeld is 254.[3]
- Het getal {\displaystyle 254} komt voor in de driehoek van Floyd, te vergelijken met de driehoek van Pascal, met de rij van de natuurlijke getallen die als volgt zijn weergegeven:

{\displaystyle {\begin{array}{*{35}{l}}1&{}&{}&{}&{}&{}&{}\\2&3&{}&{}&{}&{}&{}\\4&5&6&{}&{}&{}&{}\\7&8&9&10&{}&{}&{}\\11&12&13&14&15&{}&{}\\16&17&18&19&20&21&{}\\22&23&24&25&26&27&28\\...&...&{}&{}&{}&{}&{}\\\end{array}}}
Het getal {\displaystyle 254} staat in de 1e kolom, op de 23e rij. De driehoek is naar Robert Floyd (1936–2001) genoemd.

## Overig
- De jaren 254 en 254 v.Chr.